# Килли, Жан-Клод
Жан-Клод Килли́ (фр. Jean-Claude Killy (Кийи), род. 30 августа 1943, Сен-Клу) — французский горнолыжник, победитель зимней Олимпиады 1968 года в Гренобле во всех трёх видах горнолыжных соревнований, 6-кратный чемпион мира, обладатель первых двух Кубков мира по горнолыжному спорту. Деятель международного олимпийского движения, сопредседатель оргкомитета зимних Олимпийских игр 1992 года в Альбервиле. Председатель Координационной комиссии МОК по Играм в Сочи 2014 года. Почётный член МОК (с 2014).

## Детство
Жан-Клод Килли родился 30 августа 1943 года в пригороде Парижа, однако вырос в Альпах, в Валь-д’Изере, куда его семья перебралась в 1945 году. Его отец Робер был лётчиком-истребителем, воевавшим за освобождение Франции от нацистов. После войны открыл свой лыжный магазин в савойском городке, а позже управлял отелем. Его мать Мадлин в 1950 году ушла к другому мужчине, оставив мальчика в возрасте 7 лет, а также его старшую сестру Франс и младшего брата Мика на попечение отца. Отец определил Жана-Клода в школу-интернат в 130 км от дома. Но вместо учёбы мальчик предпочитал заниматься лыжами. В 15 лет отец позволил ему оставить обучение и полностью посвятить себя спорту.

## Спортивная карьера

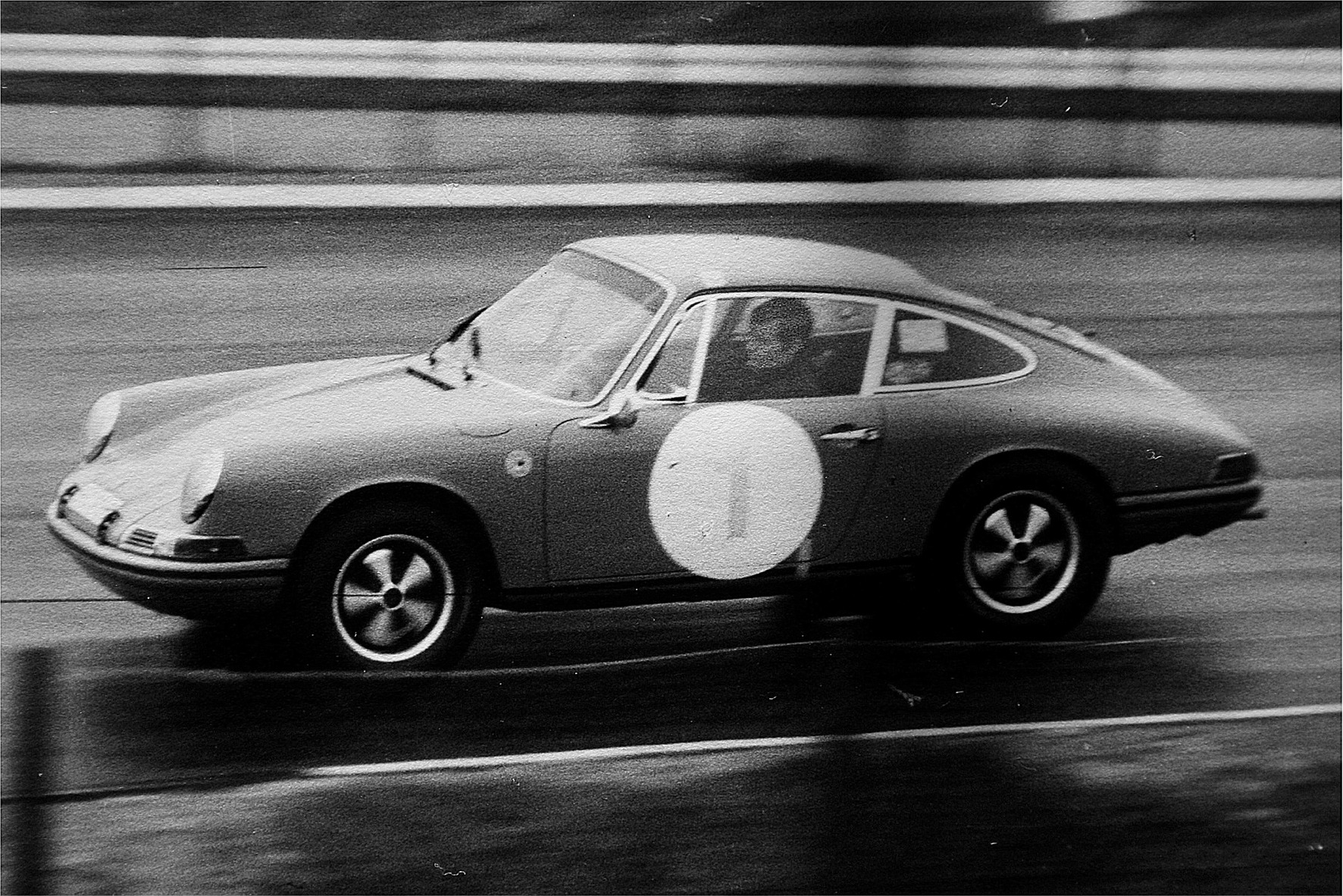
Килли за рулём Porsche 911 на Нюрбургринге в 1968 году

Спортивная карьера Жана-Клода Килли на уровне национальной юношеской сборной Франции началась в 16 лет. Начало его спортивной карьеры вряд ли можно назвать успешным.
В 1961 году он впервые выиграл международные соревнования в гигантском слаломе. Соревнования проходили в его родном городке, что было особенно приятно, тем более, что он стартовал 39-м.
Тренер французской национальной сборной заявил Килли для выступления на чемпионате мира 1962 года в Шамони, однако он на чемпионат не попал, т. к. выступая перед этим на соревнованиях по скоростному спуску в Италии, упал и повредил ногу.
В 1964 году он был заявлен для участия во всех трёх видах горнолыжных соревнований зимних Олимпийских игр, т. к. тренер готовил его к Олимпиаде 1968 года. Однако на Олимпиаде 1964 года он выступил неудачно, упал на соревнованиях по скоростному спуску и занял в своей коронной дисциплине по гигантскому слалому 5-е место.
Два года спустя, в 1966 году, он выступил более удачно на чемпионате мира, проходившем в Портильо (Чили), завоевал две золотые медали в скоростном спуске и комбинации.
В 1967 году начался розыгрыш Кубка мира по горным лыжам, и Жан-Клод блестяще выступил в этих многоэтапных соревнованиях, завоевав первые места во всех видах горнолыжных соревнований.

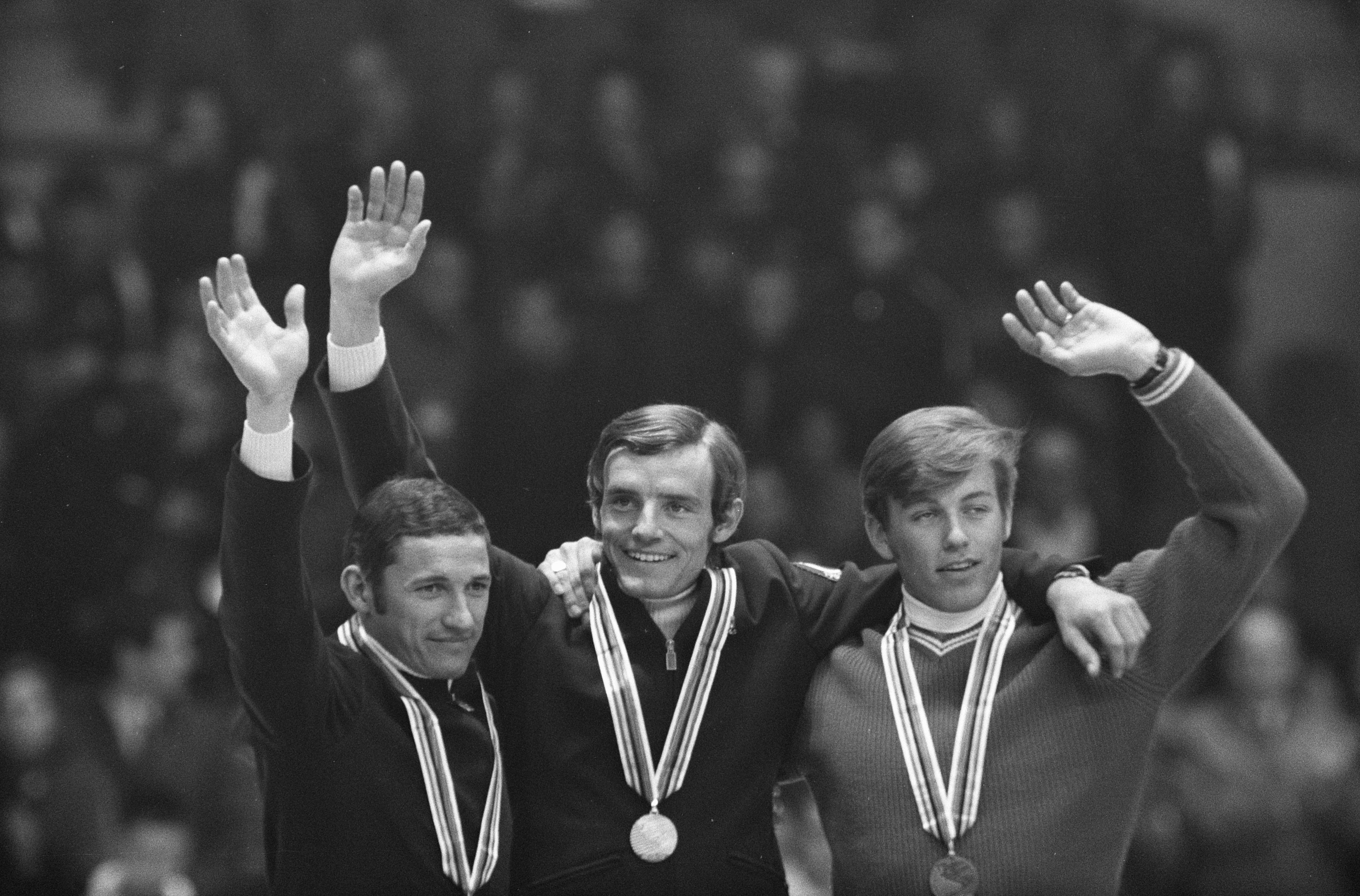
Килли (в центре) после победы в скоростном спуске на Олимпийских играх 1968 года

Своего триумфа Килли достиг в 1968 году, выиграв все виды горнолыжных дисциплин (скоростной спуск, гигантский слалом, слалом) зимних Олимпийских игр, проходивших во французском Гренобле. Килли принёс Франции 3 из 4 золотых наград на домашних Играх, ещё одно золото выиграла горнолыжница Мариэль Гуашель. При этом в скоростном спуске и слаломе Килли выигрывал в очень упорной борьбе: в скоростном спуске он опередил серебряного призёра Ги Перийя на 0,08 сек, а в слаломе выиграл у Херберта Хубера 0,09 сек. Зато в гигантском слаломе Килли выиграл очень уверенно, опередив серебряного призёра на 2,22 сек.

## После спорта

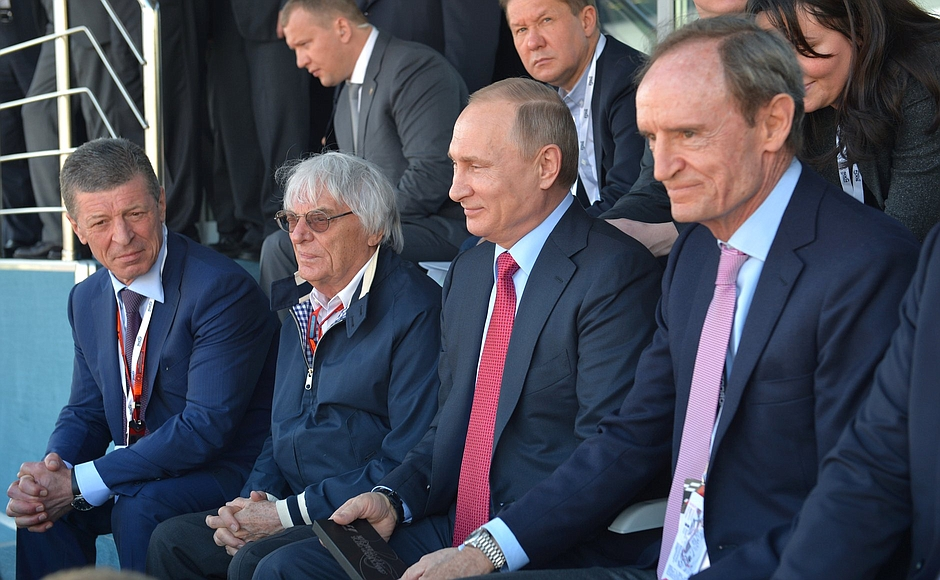
Жан-Клод Килли (справа) на российском этапе чемпионата мира «Формулы-1».
Сочи, 1 мая 2016 года

После завершения спортивной карьеры Килли занимал ряд административных должностей в спортивных организациях:
В 1977—1994 годах — член исполкома горнолыжного комитета Международной федерации лыжного спорта.
В 1987 году был председателем оргкомитета зимних Олимпийских игр 1992 года в Альбервиле, однако после 17 дней пребывания на этом посту уже 2 февраля подал в отставку, заявив: «Я хотел организовать Игры для спортсменов и в интересах спорта, Теперь этот представляется мне невозможным». Однако позже, учтя просьбы главы МОК Хуана Антонио Самаранча, вернулся на пост.
Жан-Клод снялся в ряде фильмов: «Снежная работа» (1972), «Гора Куппер» (1983).
В 1995 году начал работать в МОК. Участвовал в работе комиссий МОК по спорту и окружающей среде (1996) и по финансам (1998). Входил в состав Координационных комиссий МОК по подготовке зимних Олимпийских игр:
- Нагано 1998;
- Солт-Лейк-Сити 2002 (вице-президент);
- Турин 2006 (президент);
- Сочи 2014 (председатель).

С сентября 2014 года почетный член МОК.
Член совета директоров компании Rolex.

## Личная жизнь
С 1973 до 1987 года он был женат на французской актрисе Даниэль Гобе, пока она не умерла от рака. У них остался общий ребёнок, дочь Эмили, а также он принял двоих детей от первого брака супруги с Радамесом Трухильо, сыном Рафаэля Трухильо, убитого диктатора Доминиканской Республики. Гобе и Трухильо были разведены в 1968 году и позднее в том же году она встретила Килли.

## Награды

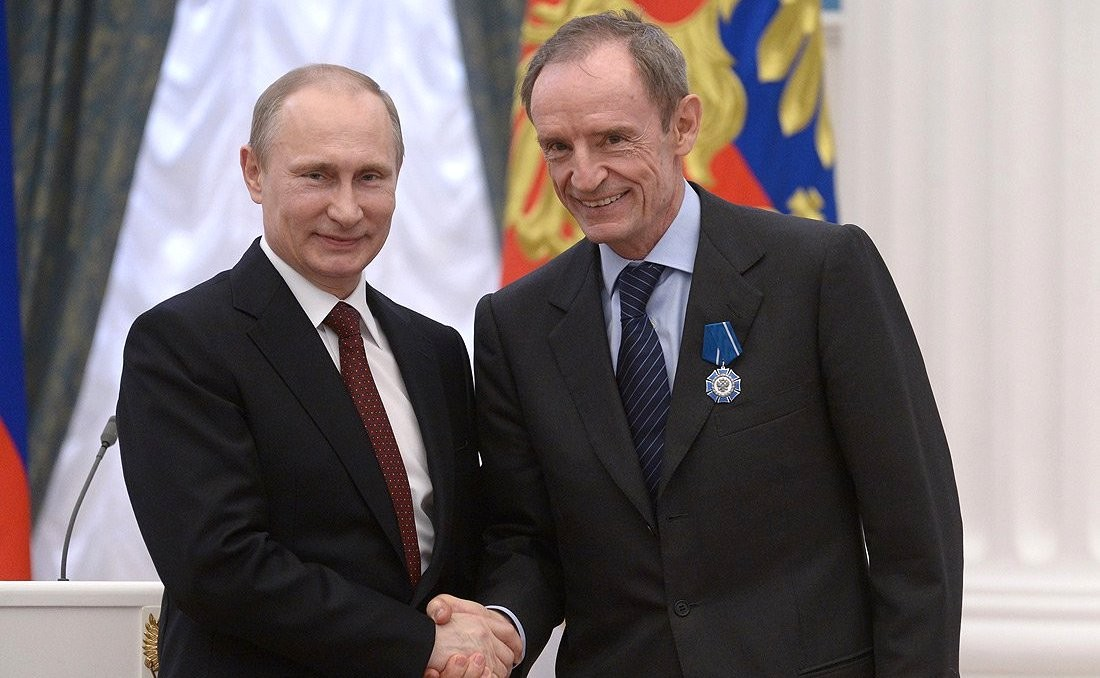
Во время вручения ордена Почёта.
Москва, Кремль, 24 марта 2014 года

- Великий офицер ордена Почётного легиона (2000 год).
- Командор ордена Почётного легиона (1992 год).
- Офицер ордена Почётного легиона (1986 год).
- Кавалер ордена Почётного легиона (1968 год).
- Орден Почёта (22 марта 2014 года, Россия) — за большой вклад в развитие международного олимпийского и паралимпийского движения и заслуги в подготовке российских спортсменов[5].